# Героическое судно
«Героическое судно» (англ. The Gallant Ship Award) — награда, присуждаемая министром транспорта США американскому или иностранному торговому судну за выдающиеся или героические действия во время морской катастрофы или иной чрезвычайной ситуации, предпринятые для спасения жизни или имущества на море.
Награда учреждена в соответствие с приказом Президента США Франклина Рузвельта, пожелавшего отметить высокие достижения и храбрость моряков торгового флота. В период с 1942 по 1994 год награду получило 41 судно.

## Список награждённых судов
По данным официальной страницы награды

### Вторая мировая война
- SS STANVAC CALCUTTA — за героическое сопротивление немецкому вспомогательному крейсеру «Штир»
- SS NATHANIEL GREENE
- SS CEDAR MILLS
- SS VIRGINIA DARE
- SS Stephen Hopkins
- SS Adoniram Judson
- SS WILLIAM MOULTRIE
- SS SAMUEL PARKER
- SS MARCUS DALY

### После Второй мировой войны

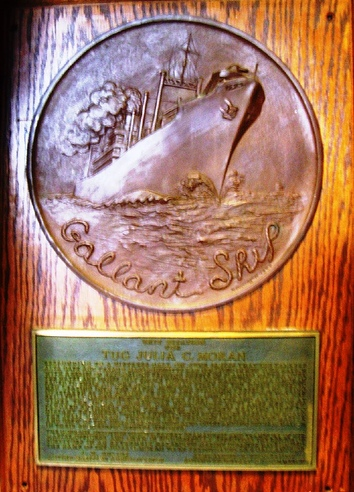
Бронзовая наградная табличка, полученная буксиром Julia C. Moran

- SS ÎLE DE FRANCE
- MV WESTERN PIONEER
- SS PRESIDENT WILSON
- SS JAPAN BEAR
- ADELINE FOSS (буксир)
- SS PRESIDENT JACKSON
- BRIAN A. McALLISTER (буксир)
- James E. Smith (буксир)
- MV Okaloosa
- MV Enterprise
- San Francisco (лоцманское судно)
- SS CAPE ANN
- SS DOLLY TURMAN
- SS Meredith Victory
- MV WEISSENBURG
- Julia C. Moran (буксир)
- MV KHIAN STAR
- Grace McAllister (буксир)
- Kyle Smith
- MV Bonnie Palmer
- MV Starlight
- PT. MILNE (буксир)
- USNS Pvt. William H. Thomas
- SS Philippine Mail
- MV MATHILDE BOLTEN
- SS COTTON STATE
- SS PRESIDENT MCKINLEY
- FIREFIGHTER (пожарное судно)
- TEXACO FIRE CHIEF (буксир)
- MV Captain Ed
- TS Williamsburgh
- MV Liberator